# Camiri (cráter)
Camiri es el nombre de un cráter de impacto en el planeta Marte situado a -45° Norte (hemisferio Sur) y -42.2° Oeste. El impacto por un asteroide causó una abertura de 26.4 kilómetros de diámetro en la superficie del planeta. El nombre fue aprobado en 1976 por la Unión Astronómica Internacional en honor a la ciudad boliviana de Camiri.